# Baumkirchen

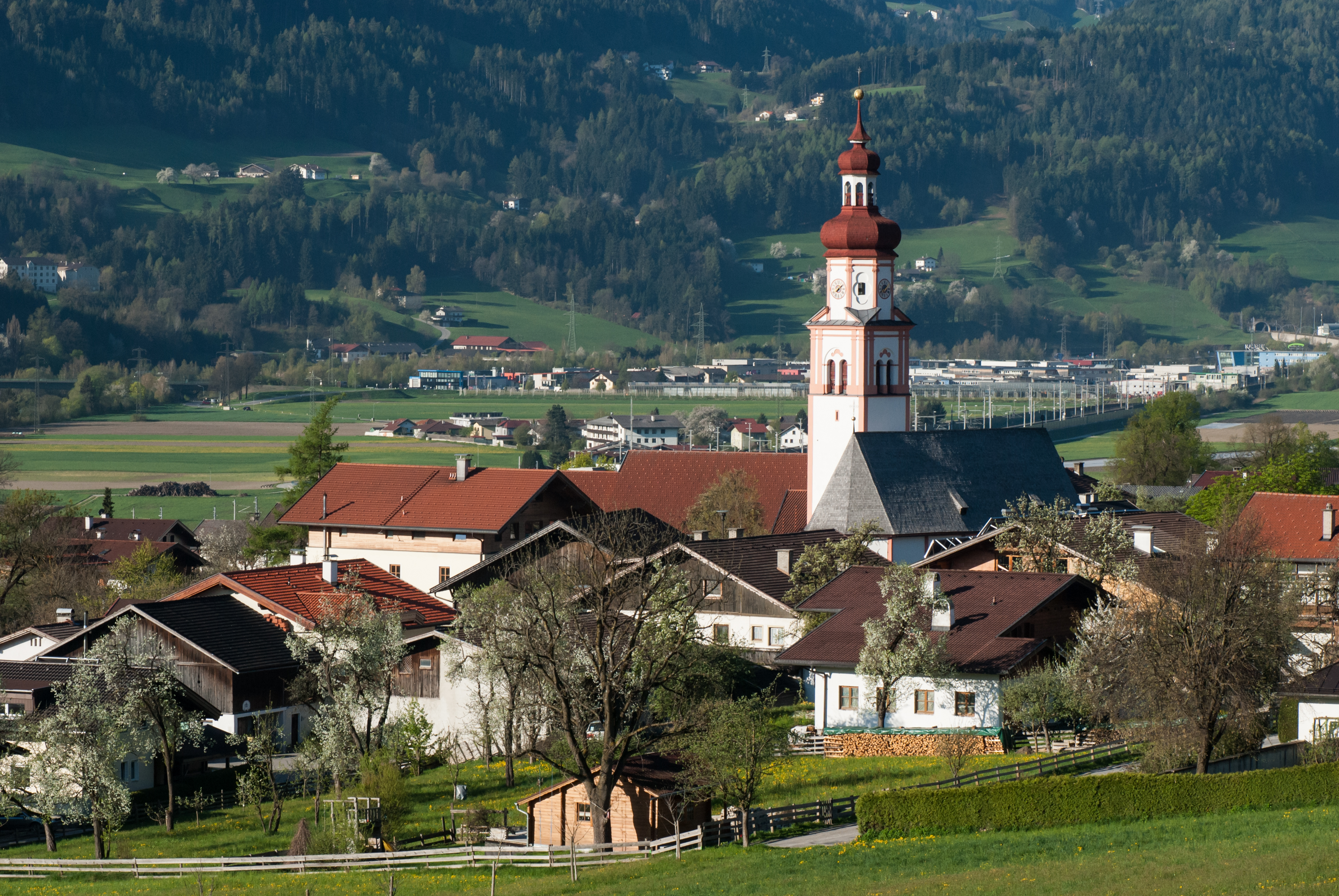
Ortskern von Nordosten

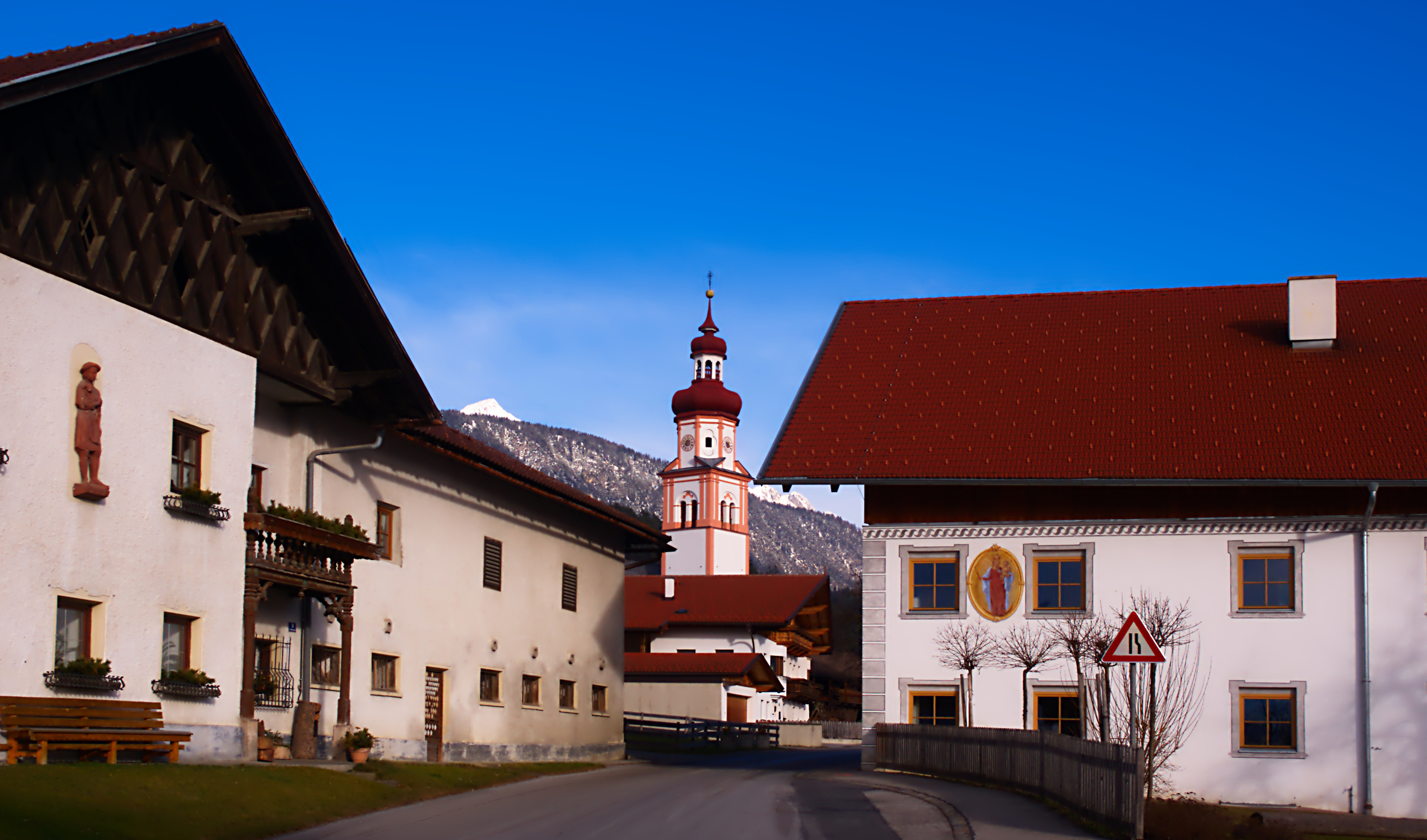
Volksschule (rechts) und Kirche

Baumkirchen ist eine Gemeinde mit 1265 Einwohnern (Stand 1. Jänner 2024) im Bezirk Innsbruck-Land in Tirol (Österreich). Die Gemeinde liegt im Gerichtsbezirk Hall in Tirol.

## Geografie
Baumkirchen liegt im Inntal, nördlich des Inn, auf der Abdachung der Gnadenwaldterrasse. Der Hauptort liegt am Ausgang des Baumkirchner Tals, das vom Fallbach durchflossen wird. Etwa einen Kilometer südwestlich des Hauptorts liegt die Siedlung Unterfeld. Die Grenze im Südosten bildet der Inn in einer Meereshöhe von 550 Meter. Nach Norden steigt das Land bewaldet auf beinahe 900 Meter an.
Die Gemeinde hat eine Fläche von vier Quadratkilometern. Davon sind 49 Prozent bewaldet, 31 Prozent werden landwirtschaftlich genutzt, fünf Prozent sind Gärten und vier Prozent Gewässer.

### Nachbargemeinden
Nachbargemeinden von Baumkirchen sind:
|      | Absam                                       |          |
| Mils | Kompassrose, die auf Nachbargemeinden zeigt | Fritzens |
|      | Volders                                     | Wattens  |

## Geschichte
Baumkirchen wurde zum ersten Mal sicher um 1147 in einer Besitzverfügung zugunsten des Klosters St. Peter in Salzburg als „Poumchirche“ erwähnt. Eine Nennung in einer Schenkungsurkunde aus dem Jahr 1040 als „Pawinuchircha“ soll sich auf ein heute zu München gehörendes Baumkirchen beziehen. Im Jahr 1312 wurde Baumkirchen als eigene Gemeinde im Inntaler Steuerbuch geführt. Wie der in Baumkirchen wohnhafte Geographieprofessor an der Universität Innsbruck Franz Fliri in seinem Buch über Baumkirchen schrieb, deuten das Laurentius-Kirchenpatrozinium, die Flurnamen mit ihren teilweise romanischen Ursprüngen und die Einteilung der Flur darauf hin, dass die Siedlung Baumkirchen älter ist als die erste urkundliche Nennung.
Die Pfarrkirche Baumkirchen wurde nachweisbar erstmals 1310 durch Bischof Johann von Brixen geweiht, das Laurentius-Patrozinium weist laut Fliri aber auf ein höheres Alter hing. 1490 wurde in Baumkirchen von Paul Heuberger das Schloss Wohlgemutsheim erbaut. Das Schloss wechselte öfter den Besitzer und von 1623 bis 1783 gehörte es zum Haller Damenstift. Seit 1959 sind im Schloss Don-Bosco-Schwestern untergebracht. Die Schlosskapelle zur Heiligen Dreifaltigkeit soll um 1517 von Paul von Kripp ursprünglich mit dem Patrozinium der 14 Nothelfer erbaut worden sein. 1650 wurde am Kreuzbühel von dem Haller Bürger Thomas Gapp gemeinsam mit anderen Wohltätern die Annakapelle errichtet. Der Bau erfolgte im Stil der Bauten von Hippolyt Guarinoni und wurde von Johann Karl von Fieger mit Stiftungsvermögen versehen. Besondere Bedeutung erlangte die Kapelle durch die St.-Anna-Bruderschaft, die 1710 gegründet wurde und die zur Zeit ihrer Gründung fast die halbe Einwohnerschaft von Baumkirchen umfasste. Ebenfalls um die Mitte des 17. Jahrhunderts entstanden im Bereich einer Heilquelle, die Hippolyt Guarinoni entdeckt haben soll, ein Bad-Haus mit Kurbetrieb, der bis in die Zeit vor dem Zweiten Weltkrieg aufrechterhalten wurde. Nach 1939 wurde das Bad-Haus nur noch für Wohnungen genutzt und 1984 abgerissen. Die Quellfassungen unterhalb der Annakapelle wurden 1950 durch einen Straßenbau zerstört.

### Bevölkerungsentwicklung
EinwohnerJahr2004006008001000120014001860189019201950198020102040EinwohnerEinwohnerentwicklung von Baumkirchen

## Kultur und Sehenswürdigkeiten
- Katholische Pfarrkirche Baumkirchen hl. Laurentius

## Wirtschaft und Infrastruktur

### Wirtschaftssektoren
Von den 18 landwirtschaftlichen Betrieben es Jahres 2010 wurden elf im Haupt- und sieben im Nebenerwerb geführt. Im Produktionssektor arbeiteten zehn Erwerbstätige im Bereich Herstellung von Waren und neun im Baugewerbe. Die wichtigsten Arbeitgeber des Dienstleistungssektors waren die Bereiche soziale und öffentliche Dienste (37), freiberufliche Dienstleistungen (14) und der Handel (10 Mitarbeiter).
| Wirtschaftssektor            | Anzahl Betriebe | Anzahl Betriebe | Erwerbstätige | Erwerbstätige |
| Wirtschaftssektor            | 2011            | 2001            | 2011          | 2001          |
| ---------------------------- | --------------- | --------------- | ------------- | ------------- |
| Land- und Forstwirtschaft 1) | 18              | 20              | 20            | 7             |
| Produktion                   | 11              | 8               | 19            | 12            |
| Dienstleistung               | 47              | 20              | 80            | 59            |

1) Betriebe mit Fläche in den Jahren 2010 und 1999

### Arbeitsmarkt, Pendeln
Im Jahr 2011 lebten 604 Erwerbstätige in Baumkirchen. Davon arbeiteten 80 in der Gemeinde, fast neunzig Prozent pendelten aus.

### Verkehr
Die Gemeinde ist über die Inntalautobahn und die Unterinntalbahn mit der Haltestelle Volders-Baumkirchen erreichbar.

## Politik

### Gemeinderat
Der Gemeinderat besteht aus 13 Mandaten. Bei den Gemeinderatswahlen 2016 und 2022 trat nur eine Partei an: 
| Partei                                | 2022 | 2022    |         | 2016 | 2016    |         | 2010  | 2010    | 2010    | 2004  | 2004    | 2004    |
| Partei                                | %    | Stimmen | Mandate | %    | Stimmen | Mandate | %     | Stimmen | Mandate | %     | Stimmen | Mandate |
| ------------------------------------- | ---- | ------- | ------- | ---- | ------- | ------- | ----- | ------- | ------- | ----- | ------- | ------- |
| Gemeinsame Dorfliste ÖVP              | 100  | 458     | 13      | 100  | 534     | 13      | 55,73 | 389     | 8       | 52,25 | 325     | 7       |
| Für Baumkirchen                       |      |         |         |      |         |         | 26,79 | 187     | 3       | 24,92 | 155     | 3       |
| SPÖ Baumkirchen und Parteiunabhängige |      |         |         |      |         |         | 17,48 | 122     | 2       | 22,83 | 122     | 3       |

### Bürgermeister
Die letzten Bürgermeisterwahlen fanden gleichzeitig mit den Gemeinderatswahlen 2022 statt. Josef Schindl wurde wie bei den Wahlen 2010 und 2016 zum Bürgermeister gewählt.

### Wappen
Blasonierung: In einem geteilten Schild oben auf weißem Grund ein Laubbaum mit grünen Blättern, unten auf rotem Grund eine weiße Kirche.
Das Wappen wurde am 21. April 1949 verliehen.  Es symbolisiert als redendes Wappen den Ortsnamen.